# Arktisk gulmossa
Arktisk gulmossa (Pseudocalliergon brevifolium) är en bladmossart som beskrevs av Lars Hedenäs 1990 [1992. I den svenska databasen Dyntaxa används istället namnet Drepanocladus brevifolius. Enligt Catalogue of Life ingår Arktisk gulmossa i släktet Pseudocalliergon och familjen Amblystegiaceae, men enligt Dyntaxa är tillhörigheten istället släktet krokmossor och familjen Amblystegiaceae. Arten är nationellt utdöd i Sverige. Inga underarter finns listade i Catalogue of Life.